# 134P/Kowal-Vávrová
134P/Kowal-Vávrová – kometa krótkookresowa, należąca do rodziny Jowisza.

## Odkrycie
Kometa została odkryta 2 kwietnia 1983 roku. Odkryli ją niezależnie Charles Kowal i Zdeňka Vávrová. Od ich nazwisk pochodzi też nazwa komety.

## Orbita komety i właściwości fizyczne
Orbita komety 134P/Kowal-Vávrová ma kształt elipsy o mimośrodzie 0,59. Jej peryhelium znajduje się w odległości 2,57 j.a., aphelium zaś 9,91 j.a. od Słońca. Jej okres obiegu wokół Słońca wynosi 15,58 roku, nachylenie do ekliptyki to wartość 4,35˚.
Jądro tej komety ma rozmiary maks. kilku km.